# Friedrich Schmidt (Geologe)

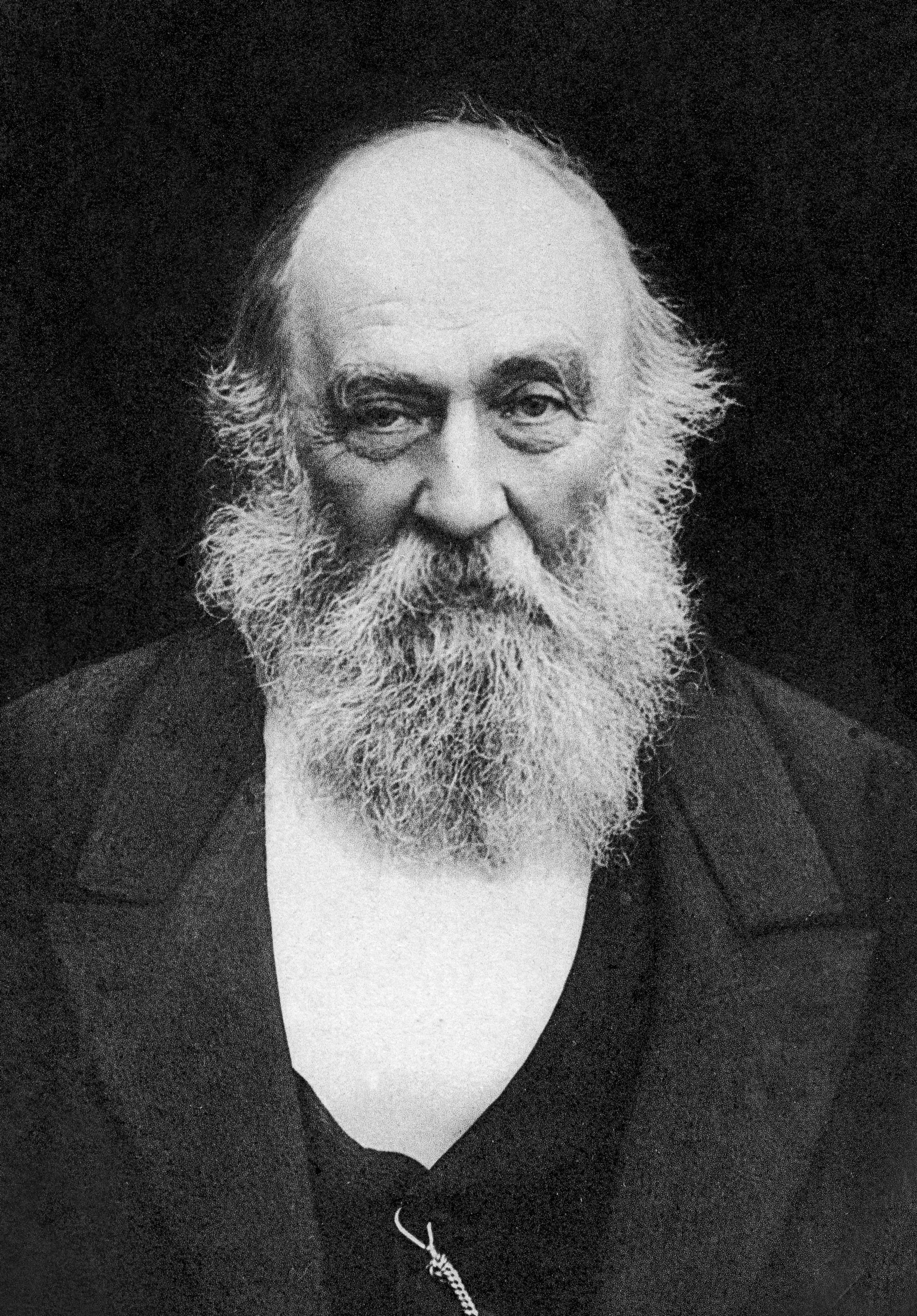
Friedrich Schmidt

Friedrich Karl Schmidt (russisch Фёдор Богданович Шмидт, Fjodor Bogdanowitsch Schmidt; * 15. Januar 1832 in Kaisma, Gouvernement Livland; † 8. November 1908 in Sankt Petersburg) war ein russisch-baltischer Geologe, Paläontologe und Botaniker. Sein offizielles botanisches Autorenkürzel lautet „F.Schmidt“.

## Leben und Werk
Sein Vater war Gutsverwalter der Familie von Oldekop. Schmidt besuchte die Domschule zu Reval. Ab 1849 studierte er Botanik an der Kaiserlichen Universität Dorpat und setzte seine Studien in Moskau fort, wo einer seiner Lehrer Grigori Schtschurowski war. 1853 absolvierte Schmidt sein Kandidatenexamen und erforschte danach im Auftrag der Naturforschenden Gesellschaft von Dorpat die Geologie Estlands. 1855 absolvierte er sein Magisterexamen in Geologie und war 1856 bis 1859 Assistent und stellvertretender Direktor am Botanischen Garten und ab 1858 Privatdozent in Dorpat. 1859 bis 1863 nahm er an einer wissenschaftlichen Expedition in das Gebiet des Amur und auf die Insel Sachalin teil (in der Nachfolge der vorherigen Expedition von Leopold von Schrenck), deren Funde (vor allem in der Botanik) er danach in St. Petersburg auswertete. 1866/67 leitete er eine Expedition der Russischen Akademie der Wissenschaften nach Sibirien zum Jenissei, bei dem sie auch ein Mammut fanden, das erste von Wissenschaftlern gefundene Exemplar mit gefrorenen Weichteilen. Nach diesen Expeditionen erkrankte er und erholte sich bis 1870 in Deutschland. Danach wandte er sich wieder geologischen und paläontologischen Untersuchungen im heimatlichen Estland zu (finanziert von Vertretern des estnischen Adels). Er war in Sankt Petersburg ab 1872 adjungiertes, ab 1874 außerordentliches und ab 1884 ordentliches Mitglied der Russischen Akademie der Wissenschaften in der Abteilung Geognosie und Paläontologie. Außerdem war er ab 1873 siebenundzwanzig Jahre lang Direktor des Mineralogischen Museums der Akademie der Wissenschaften, und er war Geheimrat. Er hatte gute Verbindungen nach Schweden und Deutschland, besuchte zwischen 1884 und 1891 die internationalen geologischen Kongresse und war Mitorganisator des Kongresses 1897 in Sankt Petersburg, bei dem er eine Exkursion nach Estland leitete. 1891 besuchte er anlässlich des Internationalen Kongresses in Washington, D.C. auch die klassischen Fundstellen des Silur und Ordovizium in New York, Ohio und dem Osten Kanadas.
Er untersuchte unter anderem das Silur im östlichen Baltikum (und dessen Trilobiten) und auf Gotland mit Arbeiten zur Stratigraphie des Kambrium und Silur und einer 1878 veröffentlichten geologischen Karte von Estland und der Gegend von St. Petersburg. Er veröffentlichte auch über Geologie der Eiszeit (deren silurische Geschiebe er auch untersuchte) und silurische Fischfossilien. Für seine Arbeiten über Trilobiten verwendete er neben der eigenen Sammlung die von A. F. Volborth (ab 1876 im Besitz der Russischen Akademie) und E. Eichwald. Nach David Bruton umfasste die Sammlung von Schmidt 1408 Exemplare von 255 Arten, von denen 120 neu waren.
Er ist Autor von über 200 wissenschaftlichen Veröffentlichungen.
1902 erhielt er die Wollaston-Medaille. Er war Ehrendoktor der Universität Königsberg und korrespondierendes Mitglied der Berliner Akademie der Wissenschaften (1900) sowie Mitglied der Geological Society of London, der schwedischen und deutschen geologischen Gesellschaft. Außerdem war er Mitglied der Gesellschaft für Erdkunde zu Berlin und einer Reihe von russischen naturwissenschaftlichen Gesellschaften, Ehrenmitglied der Universitäten von Dorpat und Kasan. Ab 1859 war er korrespondierendes Mitglied der Gelehrten Estnischen Gesellschaft.

## Schriften
- Untersuchungen über die Silurische Formation von Estland, Nord-Livland und Oesel. Archiv für die Naturkunde Liv-, Est- und Kurlands. Erste Serie, Zweiter Band, 1858, S. 1–248
- Revision der ostbaltischen silurischen Trilobiten, Mémoires de l’Académie Impériale des Sciences de St.-Pétersbourg, 9 Teile, 1881 bis 1907, Teil 3 vom schwedischen Paläontologen Gerhard Holm
- On the Silurian (and Cambrian) strata of the Baltic Provinces of Russia, as compared with those of Scandinavia and the British Isles. Quarterly Journal of the Geological Society of London, Band 38, 1882, S. 514–536